# Українці у Томській області
Українці в Томській області (рос. Украинцы в Томской области) — друга за чисельністю етнічна група сибірського регіону, яка сформувалася історично та зробила значний внесок у колонізацію, освоєння та розвиток томського регіону.

## Історія
Історично до однієї з найбільш численних етнодисперсних груп Сибіру, в тому числі і в Томській області, належить українська.
Представники українського народу були серед перших жителів Томського острогу. Проте їхнє масове переселення до Сибіру почалося в другій половині XIX ст., після скасування кріпосного права. Першим українським поселенням у межах сучасної Томської області стало с. Новорождественське, засноване 1886 року вихідцями з Полтави. Наприкінці ХІХ ст. українці утворювали компактні групи у російських селищах на території приміських волостей, наприклад, у селищі Василівському, Борисівському, селі Орлівці та інших. В останній заселений українцями край іменувався Хохлівкою, оскільки така самоназва закріпилася серед сибірських українців наприкінці XIX — початку ХХ ст..
На межі ХІХ-ХХ ст. український компонент цілком рельєфно вирізнявся у складі сільського населення регіону. Культурна та господарсько-побутова своєрідність вихідців з України відобразилася у матеріалах офіційних обстежень, а також гетеростереотипах навколишнього населення. Наприклад, прийоми обробітку землі та способи господарювання українські переселенці запозичували у сибіряків-старожилів, але вони прагнули розширити посіви гречки та соняшника, характерні для господарства українців. Так, А. А. Кауфман, характеризуючи населення сел. Борисовського Семилужної волості, відзначав в українців посіви гречки, хоча остання і «погано родить». При оцінці господарської вправності українців у рамках одного селища були отримані різні відповіді: «хохли не краще орачі» та «хохли найкраще орють». Національний український колорит виразно простежувався у характері житлових та господарських споруд. Більшість українських поселень у Томській губернії мали характерний тип жител: хати-мазанки, криті соломою чи дерном, нерідко пофарбовані у два кольори: коричневий та білий.
Формування української діаспори у Томській області тривало протягом усього ХХ ст. Міграційний потік, що оформився у другій половині ХІХ ст., мав місце і в ХХ ст. — у рамках Столипінської аграрної реформи він зумовив суттєву припливу українців на Томщину. Представники цього етносу відзначалися також серед біженців та військовополонених Першої світової війни. Серед добровільних переселенців, що прибули у 1920 р.р. у період чергових заходів щодо заселення Сибіру зустрічалися й українці. Значне збільшення їх чисельності відбулося в період репресій та етнічних депортацій 1930-40 рр., коли основна частина прибули прямувала до північних районів області. За даними 1953 року, чисельність спецпереселенців української національності у Томській області становила 9 249 осіб. Остання досить масова міграція українців пов'язана з освоєнням ресурсної бази в Сибіру в 1970-80 роках.

## Центри компактного проживання українців
При вивченні сучасних етнічних процесів у етнодисперсних груп продуктивним є вихід на локальний рівень. Звужені територіальні рамки дозволяють більш детально розібратися в процесах, що відбуваються, виявити і уточнити окремі факти. У цьому доцільно сфокусуватися на конкретних українських поселеннях. Сьогодні українською вважається переважно с. Новорождественське Томського району. Нестача необхідних матеріалів ускладнює вивчення вже зниклих компактних поселень українців чи селищ з їхньою чисельною перевагою. І все-таки матеріали та письмові джерела дозволили виявити ще одне українське село — Крилівку, що розташовувалося в Кожевниківському районі.

### Новорождественське поселення
Новорождественське, засноване вихідцями з Полтави в 1886 році, розташоване на південний схід від міста Томська. За польовими матеріалами, до його першопоселенців належать сім'ї Андрійченків, Гавриленків, Вдовиків, Могильних, Цисів. В архівних документах прізвище жителів села на початку минулого століття включає ці та інші прізвища явно українського походження, що вказує на етнічний склад цього села.
Для дослідження питань, пов'язаних з етнічністю, видається важливим залучення джерел, орієнтованих на інформацію особистісного плану, в якій найадекватніше виражається етнічна приналежність людини. Процес розмивання етнічної самосвідомості знайшов відображення в діловодній документації. Наприклад, у статистичній картці про розлучення, датованій 1920 р., К. Вдовик, предки якого належали до першопоселенців с. Ново-Рождественського і були українцями, був записаний росіянином. До масових джерел належать погосподарські книги, в яких національність записувалася зі слів опитуваного. Виняток становлять 1930 рр., оскільки в цей період у них фіксували тільки етнічну приналежність глави сім'ї, в переважній більшості випадків чоловіка.
За виявленої тенденції збільшення частки росіян у складі населення протягом 1930-90 рр. доволі стійким виявився список прізвищ жителів с. Новорождественського. Це дає змогу зробити висновок про те, що позначена позитивна динаміка чисельності росіян була зумовлена зміною етнічної самоідентифікації у місцевого населення. Контакти з етнічно гетерогенним середовищем, акцент на нівелювання культурних відмінностей у роки радянської влади зумовили втрату етнічної ідентичності, що знайшло відображення в сільській документації. Однак бесіди з місцевими жителями дали результати, які різняться з офіційною статистикою: частина населення, як і раніше, вважає себе українцями, та й навколишнє населення сприймає це село як українське. Сьогодні в с. Новорождественському активно йде процес етнічного відродження. Останніми роками обговорювалося питання про створення в селі українського центру, і тут оформилася група ентузіастів, які домагаються його вирішення. У селі вже зроблено помітний крок у справі відродження втрачених національних традицій: є два ансамблі, в репертуарі яких присутні українські пісні, а концертними костюмами є національний український одяг. У сільському Будинку культури діє центр української народної творчості, створено музей народної творчості.

### Переселенська ділянка «Крилівська»
Ще одне українське поселення на території Томської області з'явилося наприкінці 1920 року. Мігрантам-українцям у цей період, так само як і їхнім землякам наприкінці ХІХ ст., довелося освоювати нові землі. У 1928 р. у Кожевниківському районі було створено переселенську ділянку «Крилівська». І вже наступного року до Сибіру прибули, за спогадами старожилів, приблизно 30 сімей, вихідців із Сумської області. За даними 1935 р., у селі налічувалося 26 дворів із 138 жителями. Повоєнні труднощі на Україні змусили родичів переселитися до тих, хто вже влаштувався в Сибіру. У другій половині 1940 рр. у селі налічувалося 53 сім'ї, при цьому за поодиноким винятком у селі були представлені типові українські прізвища: Дорошенки, Сидоренки, Лисенки. Найчисельнішими були українці з прізвищем Гончарови — 16 із 53 родин.
У початковий період взаємодії із поліетнічним середовищем у переселенців з України актуалізувався етнонім «русин». «Русинами» з IX ст. називали себе українці. через понття «русини» вони усвідомлювали свою приналежність до Київської Русі. Назва русин, русич, руснак, руський, по суті, так і не зникла з лексикону жителів західних регіонів України — Закарпаття, Галичини, Поділля. Час побутування етноніму «русин» у с. Крилівці обмежений лише 1930 рр., погосподарські книги наступних років зафіксували як самоназву «українець».
Проведений аналіз показав, що в 1958-60 роках питома вага українців у складі населення с. Крилівки дорівнювала 70,4 %. Іншу частину жителів, за рідкісним винятком, становили росіяни (30 %). Причому до числа росіян потрапили і діти з російсько-українських сімей.
У середині 1970 рр. Крилівка зникла з карти Томської області. Основна частина жителів виїхала в найближчі села, у місто Томськ, а також на Україну. Доля цього українського села виявилася типовою для багатьох етнічно однорідних поселень неросійського пришлого населення в Сибіру. Найчастіше вони були нечисленними і виявилися поглиненими більшими в процесі укрупнення населених пунктів.
Здавалося б, що втрата етнічної самосвідомості, зазначена в офіційних документах, ліквідація села, яке виступало важливим чинником консолідації мігрантів з України, мали призвести до повного розчинення українців в іно-етнічному оточенні. Проте жителі колишнього українського села, які нині мешкають у селах Кожевниковського району, досі вважають себе українцями. Частково вони зберегли знання своєї рідної мови, органічно вписавши її в російську мову.

## Українські організації регіону
Важливою ознакою діаспори є її здатність до самоорганізації, основними формами якої можуть бути різного роду земляцтва, суспільні, національно-культурні та політичні рухи. У 1990 році в Томську було створено центр української культури «Джерело». Його основна діяльність орієнтована на вирішення національно-культурних проблем: збереження і розвиток мови, фольклору, зміцнення національної самосвідомості членів діаспори. «Джерело» також виконує культурно-просвітницькі функції. Жителі с. Новореждественського постійно перебувають у фокусі уваги «Джерело», вони беруть активну участь у заходах, які проводить міський центр. У 2004 р. у Томську відбулася конференція «Українці в Сибіру: історія, культурне життя, перспективи», де серед інших було представлено доповідь мешканки с. Новорождественського, присвячену історії та проблемам рідного села. На сторінках видаваного в Томську журналу «Територія злагоди» регулярно з'являється інформація про життя української діаспори в Томській області, зокрема й в українських селах.
На підставі наведених даних можна дійти висновку, що поряд із зафіксованим офіційними джерелами процесом розмивання етнічної самоідентифікації нині в українців помітне прагнення до внутрішньоетнічної консолідації: розвиваються окремі компоненти національної культури, тобто зберігаються й відтворюються етнічно марковані елементи.

## Українська мова
На території Томської області українська мова не мала поширення в освіті та інших публічних сферах. У радянський період домінуючою залишалася російська мова та політика зросійщення. Після розпаду Радянського Союзу інтерес до української культури та мови серед нащадків переселенців частково зріс. Однак, як і в багатьох інших регіонах Росії, українська мова в Томській області сьогодні майже не використовується в офіційному житті, а її носії продовжують зменшуватися через асиміляцію.